# Thomas Kail
Thomas Kail (Alexandria, 20 gennaio 1977) è un regista statunitense, attivo in campo teatrale e televisivo.

## Biografia
Dopo aver diretto le opere teatrali A Bus Stop Play e Zusammenbruch a Broadway nel 2007 e 2008, ottenne il successo nel 2008 per la sua regia del musical di Lin-Manuel Miranda In the Heights, per cui fu candidato al Tony Award alla miglior regia di un musical. Nel 2009 diresse il musical The Wiz in scena al City Center Encores! di New York e nel 2010 curò invece la regia del dramma Lombardi al Circle in the Square Theatre di Broadway. Nel 2015 tornò a collaborare con Miranda per il musical Hamilton, di cui curò la regia nell'Off Broadway, Broadway e Londra. Il musical vinse il Premio Pulitzer e fu un enorme successo internazionale che valse a Kail il Drama Desk Award e il Tony Award alla miglior regia di un musical nel 2016, per poi ricevere i Kennedy Center Honors nel 2018.
Dal 2012 ha cominciato anche a lavorare in televisione, dirigendo episodi di 2 Broke Girls. Nel 2016 ha svolto il lavoro di regista e co-produttore esecutivo dello speciale TV Grease: Live, vincendo un Emmy Award per entrambi i ruoli. Nel 2019 ha co-prodotto e diretto la serie TV Fosse/Verdon.

### Vita privata
Legato sentimentalmente ad Angela Christian dal 2006 al 2019, dopo il divorzio si è risposato con Michelle Williams, con cui ha avuto due figli.

## Filmografia

### Regista

#### Cinema
- Hamilton (2020)
- Oceania (film 2026) (Moana) (2026)

#### Televisione
- 2 Broke Girls - serie TV, 3 episodi (2012)
- Grease: Live - film TV (2016)
- Fosse/Verdon - miniserie TV, 5 puntate (2019)
- We Were the Lucky Ones – miniserie TV, 2 puntate (2024)

### Produttore
- The Royals - serie TV, 2 episodi (2015)
- Grease: Live - film TV (2016)
- Fosse/Verdon - miniserie TV, 8 puntate (2019)
- Hamilton (2020)
- We Were the Lucky Ones, regia di Thomas Kail, Amit Gupta e Neasa Hardiman – miniserie TV (2024)

## Teatro (parziale)
- In the Heights di Lin-Manuel Miranda e Quiara Alegría Hudes. Richard Rodgers Theatre di Broadway (2008)
- Lombardi di Eric Simonson. Circle in the Square Theatre di Broadway (2010)
- Magic/Bird di Eric Simonson. Longacre Theatre di Broadway (2012)
- Hamilton di Lin-Manuel Miranda. Richard Rodgers Theatre di Broadway (2015)
- Sweeney Todd: The Demon Barber of Fleet Street di Stephen Sondheim e Hugh Wheeler. Lunt-Fontanne Theatre di Broadway (2023)